# Tindaria cervola
Tindaria cervola är en musselart som beskrevs av Dall 1916. Tindaria cervola ingår i släktet Tindaria och familjen tandmusslor. Inga underarter finns listade i Catalogue of Life.